# City of Wyndham
City of Wyndham – obszar samorządu lokalnego (ang. local government area), położony w zachodniej części aglomeracji Melbourne. Wyndham zostało założone w 1862 roku. Po restrukturyzacji w 1994 Wyndham utraciło niektóre wiejskie obszary. Obszar ten zamieszkuje 112 695 osób (dane z 2006).

## Dzielnice
- Cocoroc
- Hoppers Crossing
- Laverton
- Laverton North
- Little River
- Mambourin
- Mount Cottrell
- Point Cook
- Tarneit
- Truganina
- Werribee
- Werribee South
- Wyndham Vale

## Ludność
| Rok  | Populacja | Przyrost (%) |
| ---- | --------- | ------------ |
| 1871 | 1476      | –            |
| 1933 | 7853      | –            |
| 1954 | 9 414*    | –            |
| 1958 | 10 520    | 2.82         |
| 1961 | 13 629    | 9.01         |
| 1966 | 18 369    | 6.15         |
| 1971 | 25 116    | 6.46         |
| 1976 | 31 790    | 4.83         |
| 1981 | 40 555    | 4.99         |
| 1986 | 52 458    | 5.28         |
| 1991 | 60 563    | 2.92         |
| 1996 | 73 691    | 4.00         |
| 2001 | 84 861    | 2.86         |
| 2006 | 112 695   | 5.84         |

- * Dane dla Hrabstwa Altona, które zostało oddzielone w 1957. Źródło: 1958 Victorian Year Book.